# 兩岸交流遠景基金會

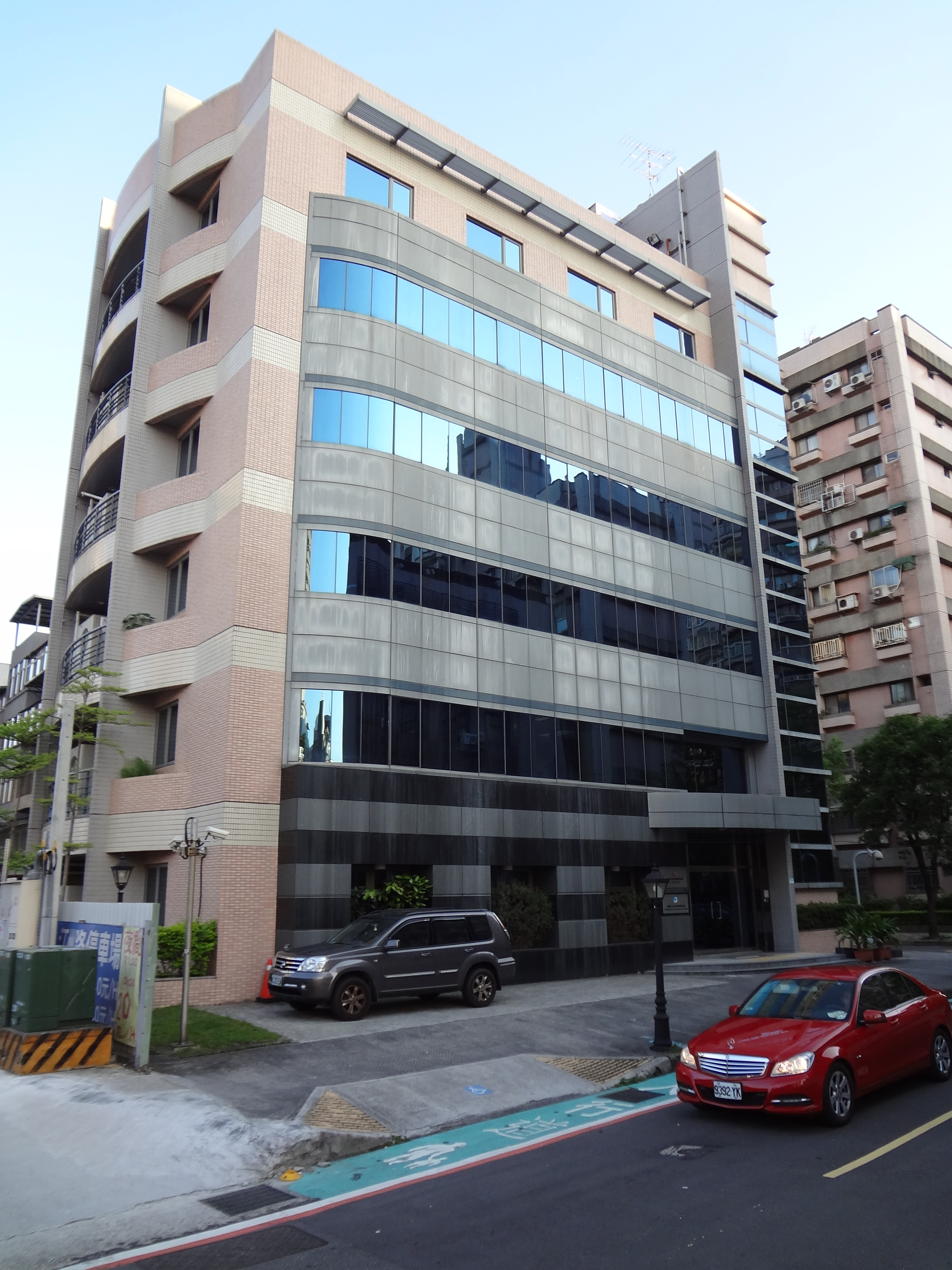
兩岸交流遠景基金會會址與亞太和平研究基金會同址

財團法人兩岸交流遠景基金會，簡稱遠景基金會，具有濃厚中華民國政府色彩的民間智庫，於1997年成立，被認為是與亞太和平研究基金會同為中華民國國家安全體系的外圍智庫。其主要宗旨在於研究國際政經情勢，作為中華民國政府施政參考。定期出版《遠景基金會季刊》、《Prospect Journal》等中英文季刊。會址為台北市中正區汀州路三段60巷1號，與亞太和平研究基金會同址，也與亞太和平研究基金會同為台海兩岸交流除海基會與陸委會外的「二軌」機構。

## 歷史
1997年，財團法人兩岸交流遠景基金會成立，簡稱遠景基金會。
2016年8月10日，遠景基金會舉行董事會，具有中國國民黨黨員背景的政治學學者趙春山即將卸任，選出前總統府秘書長陳唐山接任董事長，執行長為賴怡忠、副執行長是林廷輝。
2017年10月11日，中華民國總統蔡英文於遠景基金會玉山論壇開幕式宣示，將成立台灣亞洲交流基金會作為玉山論壇的常設辦理機構，使玉山論壇成為常態化的區域對話平台，為亞太地區的未來形塑共同願景。
2023年4月7日，该机构因被中國大陸方面中共中央台灣工作辦公室认定大肆兜售“台独”主张，被中华人民共和国惩戒措施禁止其負責人進入中國大陸和香港、澳門特別行政區，禁止大陸有關組織和個人與其進行合作。而機構方面則回覆，我們的原則不會因為中方此一宣布而有所改變。

## 組織
- 基金會設董事會，由九至十五位董事組成，董事長一人對外代表本會。
- 執行長一人，由董事長提名經董事會同意後聘任
- 六個執行部門
  - 國際交流暨研究組
  - 行政組
  - 財務組
  - 出版組
  - 資管組
  - 網資組
- 四個研究群組
  - 拉美及非洲（邦交國）研究小組
  - 亞太（東北亞及東南亞）研究小組
  - 美國研究小組
  - 歐洲及其他研究小組

## 外部連結
- 兩岸交流遠景基金會（页面存档备份，存于）